# 3548 Eurybates
A 3548 Eurybates (ideiglenes jelöléssel 1973 SO) egy kisbolygó a Naprendszerben. Cornelis Johannes van Houten,  Ingrid van Houten-Groeneveld,  Tom Gehrels fedezte fel 1973. szeptember 19-én.